# Flexeiras
Flexeiras est une municipalité de l'État de l'Alagoas au Brésil.
Sa population était estimée à 12 290 habitants en 2009 et elle s'étend sur 315,79 km2.
Elle appartient à la Microrégion de la forêt de l'Alagoas dans la Mésorégion Est de l'Alagoas.